# 뉴질랜드 필드하키 국가대표팀
뉴질랜드 필드하키 국가대표팀(영어: New Zealand national field hockey team)은 뉴질랜드를 대표하여 국제 필드하키 경기에 참가하는 국가대표팀으로 뉴질랜드 하키 연맹에 의해 운영된다. 올림픽에서 총 메달 6개를 획득하여 가장 많은 올림픽 메달을 획득한 필드하키 국가대표팀이다.